# Башняк Леся Іванівна
Леся Іванівна Башняк, у шлюбі Червінська (нар. 24 червня 1983, м. Борщів, Тернопільська область) — українська науковиця, викладачка, продюсерка, громадська діячка та фахівчиня зі стратегічних комунікацій, експертка в публічному управлінні та репутаційному менеджменті. Кандидатка наук з мистецтвознавства (2010).

## Життєпис
Народилася в м. Борщів на Тернопільщині.
2005 року закінчила Київський національний університет культури і мистецтв за спеціальністю «Педагог, мистецтвознавець», а 2009 року — Тернопільський національний економічний університет за спеціальністю «Спеціаліст з фінансів».
2010 року захистила кандидатську дисертацію з мистецтвознавства.
2010—2012 — Викладачка кафедри піару у Київському національному університеті культури і мистецтв.
2014—2017 — Начальниця управління комунікацій в Державному агентстві України з інвестицій та інновацій.
2018—2019 — Проректорка з навчально-творчої роботи в Київській дитячій академії мистецтв.
2019 року закінчила Національну академію управління при Президентові України за спеціальністю «Публічне управління та адміністрування».
2019—2024 — Викладачка, доцентка кафедри івент-менеджменту і шоу-бізнесу у Київському національному університеті культури і мистецтв.
З 2024 — Викладачка, доцентка кафедри івент-менеджменту у Національній академії керівних кадрів культури і мистецтв.

## Громадська і комунікаційна діяльність
У 2003 році — заступниця Голови правління всеукраїнської молодіжної громадської організації «Молодий Рух», згодом — співголова коаліції молоді «Наша Україна» в м. Києві.
2005—2006 — Начальниця відділу зв'язків з громадськістю в Київському молодіжному центрі праці.
2006 — Співголова та засновниця міжнародної молодіжної організації «Форум молоді країн ГУАМ». Того ж року заснувала та очолила PR-агентство «El_Star».
У 2009 році обрана головою Київської міської організації Всеукраїнської молодіжної громадської організації «Українська народна молодь».
Того ж року стала помічницею Віцепрем'єр-міністра України з гуманітарних питань. До 2011 року відповідала за комунікаційний напрям в Національному агентстві підготовки Чемпіонату Європи з футболу 2012 року в Київській міській державній адміністрації. За час роботи провела конкурс на визначення послів міста Києва до «Євро-2012» та організувала Презентацію Талісманів «Євро-2012».
2011—2013 — PR-директорка в Національному спортивному комплексі «Олімпійський» та Державному концерні «Укрспортарена». Провела ребрендинг оновленого НСК «Олімпійський». Займалася комунікаційною частиною його відкриття, підготовки та проведення УЄФА «Євро-2012». Також відповідала за комунікаційний напрям Палацу спорту та Арени Львів.
У 2013 р. — помічниця Міністра оборони України. Очолювала комунікаційний напрям Міністерства оборони України, провела реформу військових ЗМІ.
2019—2021 — Засновниця та директорка ГО «Інститут публічних комунікацій».
2020—2021 — Радниця Міністра аграрної політики та продовольства України Романа Лещенка. Здійснювала комунікаційний супровід земельної реформи в Україні.
2021—2023 — Радниця Міністра внутрішніх справ України Дениса Монастирського. Супроводжувала комунікації МВС в перший рік широкомасштабного вторгнення Росії в Україну. Займалась закордонними та всеукраїнськими інформаційними компаніями МВС.
2023—2024 — Радниця з питань стратегічних комунікацій в.о. Міністра культури та інформаційної політики України Ростислава Карандєєва.
Як фахівчиня зі стратегічних комунікацій, створила та реформувала 12 прес-служб органів влади, політичних діячів, громадських та бізнес організацій.

## Наукова і творча діяльність

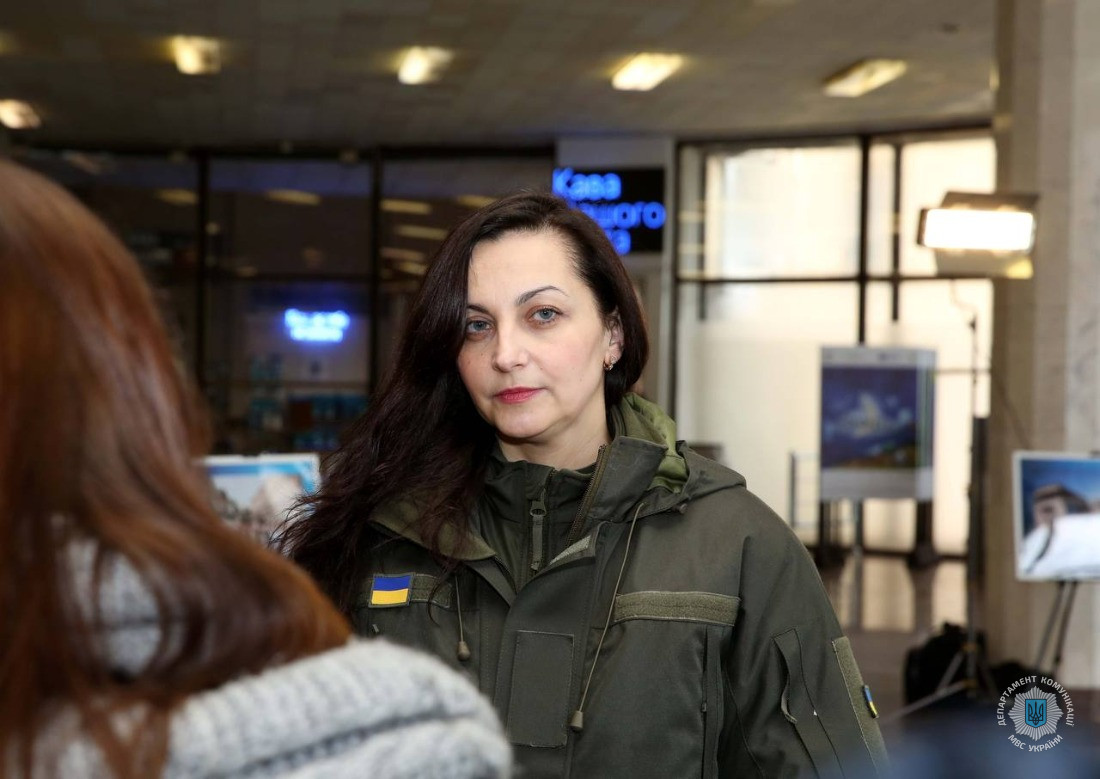
Леся Червінська під час відкриття фотовиставки Миколи Анацького, 27 лютого 2023 року

Авторка навчальних програм «Репутаційний менеджмент» та «Управління комунікаціями державних структур», «Маркетинг в соціокультурній діяльності».
Авторка низки наукових та експертних статей з комунікацій.
Після загибелі Міністра внутрішніх справ Дениса Монастирського у 2023 році — стала продюсеркою документального фільму «Щоденник Монастирського».
Була організаторкою та кураторкою виставки «Перерваний політ» фотографа Миколи Анацького, який трагічно загинув внаслідок падіння гвинтокрила у Броварах разом з керівництвом МВС та цивільними. Також ініціювала започаткування державної премії у сфері фотомистецтва імені Миколи Анацького.
Як співачка, в колаборації з Олександром Положинським записала трек та відео на пісню «Закохані» з кадрами про деокупацію Київщини від російських загарбників. Також вийшов кавер на пісню Олександра Положинського «Жити».
Має низку доробків, присвячених темі творчості Українських січових стрільців. У грудні 2024 року презентувала книгу «Ой, у лузі червона калина», присвячену творчості Українських січових стрільців та їх впливу на українську культуру ХХ століття та сьогодення.

## Особисте життя
Розлучена, виховує двох доньок.